# Michele Zeoli
Michele Zeoli (Civitavecchia, 23 aprile 1973) è un allenatore di calcio ed ex calciatore italiano, di ruolo difensore.

## Carriera

### Club
È cresciuto calcisticamente nella Lazio. Nel 1992 ha giocato in Serie D, nelle file dell'Anziolavinio. Nel 1993 ha debuttato tra i professionisti, militando nel Giarre in Serie C1. Nel 1994 ha giocato tre partite in Serie D con il Civitavecchia prima di approdare all'Olbia, in Serie C2. Nel 1996 è passato alla Pro Vercelli, sempre in Serie C2. Dal 1998 al 2000 ha giocato in Serie C1, prima con il Marsala e poi con il Giulianova. Nel 2000 è approdato al Catania. Ha militato nel club etneo per quattro stagioni, due in Serie C1 e due in Serie B. Con i club etneo ha collezionato, in totale, 100 presenze e 5 reti. dove gioca due stagioni in Serie C1 e due in Serie B. Nella stagione 2004-2005 ha militato nelle file del Pescara, compagine militante nel campionato cadetto. Con il club biancazzurro ha totalizzato 38 presenze e una rete. Nel 2005 è passato alla Triestina, sempre in Serie B. Con il club alabardato ha collezionato 27 presenze. Nel 2006 è passato al Padova, in Serie C1. Dal 2008 al 2010 ha militato nell'Olbia, club militante in Lega Pro Seconda Divisione. Nella stagione 2010-2011 ha militato nelle file del Carpenedolo. Nel 2011 è passato al Vigevano, in Serie D. Nel 2012 si è trasferito al Soccer Santa Severa, club della Prima Categoria laziale. Ha concluso la propria carriera nel 2016.

### Allenatore
Ritiratosi dall'attività agonistica, ha intrapreso subito la carriera da allenatore. Nel luglio 2016 è diventato tecnico del Soccer Santa Severa, ultimo club in cui ha militato da giocatore. Ha mantenuto l'incarico fino al termine della stagione successiva.
Il 1º ottobre 2018, in seguito all'esonero di Andrea Silvestri, viene nominato tecnico del Cerveteri. Al termine della stagione non viene confermato.
Nel giugno 2019 firma con il Ladispoli, club militante in Serie D. Al termine della stagione non viene confermato.
Nel luglio 2021 assume l'incarico di collaboratore tecnico della primavera del Torino.
Nell'agosto 2022 entra nello staff tecnico del Catania, in Serie D, dove ricoprirà il ruolo di vice del tecnico Giovanni Ferraro.
Nell'estate 2023 gli viene affidata la guida della formazione Primavera del club rossazzurro. Il 5 novembre 2023, dopo l'esonero di Tabbiani assume ad interim la guida della prima squadra del Catania. Il 14 novembre seguente, con la nomina di Cristiano Lucarelli a tecnico degli etnei, torna inizialmente sulla panchina della formazione Primavera. Tuttavia dopo poche settimane il Catania annuncia di aver inserito Zeoli nello staff tecnico di Lucarelli in qualità di collaboratore tecnico, con particolari responsabilità nello sviluppo della palle inattive. L'8 marzo 2024 viene nominato tecnico del Catania fino al termine della stagione con gli etnei quindicesimi in classifica. Il 2 aprile 2024, porta gli etnei alla vittoria nella finale di Coppa Italia Serie C battendo il Padova per 4-2 e ribaltando la sconfitta subita nella gara di andata (finita 2-1 per i padovani). Termina la stagione regolare al tredicesimo posto ma accede ai play-off nazionali in virtù della vittoria della Coppa Italia venendo eliminato dall'Avellino al secondo turno della fase nazionale.
Rescinderà il suo contratto con il Catania nell'estate 2024.
Il 10 gennaio 2025, viene inserito nell'organigramma tecnico della Casertana, in seguito all'insediamento dell'allenatore veneto Pavanel.
Per la squalifica del suddetto, affronterà il Picerno in panchina come sostituto prioritario. 

### Nazionale
Nell'agosto del 1997 ha fatto parte della nazionale universitaria italiana che in Sicilia ha vinto la medaglia d'oro al torneo di calcio della XIX Universiade.

## Statistiche

### Statistiche da allenatore
Statistiche aggiornate al 19 marzo 2024.
| Stagione        | Squadra             | Campionato      | Campionato | Campionato | Campionato | Campionato | Coppe nazionali | Coppe nazionali | Coppe nazionali | Coppe nazionali | Coppe nazionali | Coppe continentali | Coppe continentali | Coppe continentali | Coppe continentali | Coppe continentali | Altre coppe | Altre coppe | Altre coppe | Altre coppe | Altre coppe | Totale | Totale | Totale | Totale | % Vittorie | Piazzamento |
| Stagione        | Squadra             | Comp            | G          | V          | N          | P          | Comp            | G               | V               | N               | P               | Comp               | G                  | V                  | N                  | P                  | Comp        | G           | V           | N           | P           | G      | V      | N      | P      | %          | Piazzamento |
| --------------- | ------------------- | --------------- | ---------- | ---------- | ---------- | ---------- | --------------- | --------------- | --------------- | --------------- | --------------- | ------------------ | ------------------ | ------------------ | ------------------ | ------------------ | ----------- | ----------- | ----------- | ----------- | ----------- | ------ | ------ | ------ | ------ | ---------- | ----------- |
| 2016-2017       | Soccer Santa Severa | Prom.           | 34         | 11         | 9          | 14         | CI-Prom.        | 2               | 0               | 0               | 2               | -                  | -                  | -                  | -                  | -                  | -           | -           | -           | -           | -           | 36     | 11     | 9      | 16     | 30,56      | 9º          |
| 2017-2018       | Santa Marinella     | Prom.           | 34         | 11         | 15         | 8          | CI-Prom.        | 2               | 0               | 1               | 1               | -                  | -                  | -                  | -                  | -                  | -           | -           | -           | -           | -           | 36     | 11     | 16     | 9      | 30,56      | 8º          |
| ott. 2018-2019  | Cerveteri           | Prom.           | 29         | 15         | 5          | 9          | CI-Prom.        | 3               | 1               | 1               | 1               | -                  | -                  | -                  | -                  | -                  | -           | -           | -           | -           | -           | 32     | 16     | 6      | 10     | 50,00      | Sub., 6º    |
| 2019-2020       | Ladispoli           | D               | 26         | 5          | 3          | 18         | CI-D            | 1               | 0               | 1               | 0               | -                  | -                  | -                  | -                  | -                  | -           | -           | -           | -           | -           | 27     | 5      | 4      | 18     | 18,52      | 17º (retr.) |
| 2023-2024       | Catania             | C               | 9+4        | 3+2        | 1          | 5+2        | CI-C            | 3               | 2               | 0               | 1               | -                  | -                  | -                  | -                  | -                  | -           | -           | -           | -           | -           | 16     | 7      | 1      | 8      | 43,75      | Sub., 13º   |
| Totale carriera | Totale carriera     | Totale carriera | 136        | 47         | 33         | 56         |                 | 11              | 3               | 3               | 5               |                    | -                  | -                  | -                  | -                  |             | -           | -           | -           | -           | 147    | 50     | 36     | 61     | 34,01      |             |

## Palmarès

### Giocatore

#### Nazionale
- Universiade: 1

Sicilia 1997

### Allenatore
- Coppa Italia Serie C: 1

Catania: 2023-2024